# Santuari panellenici

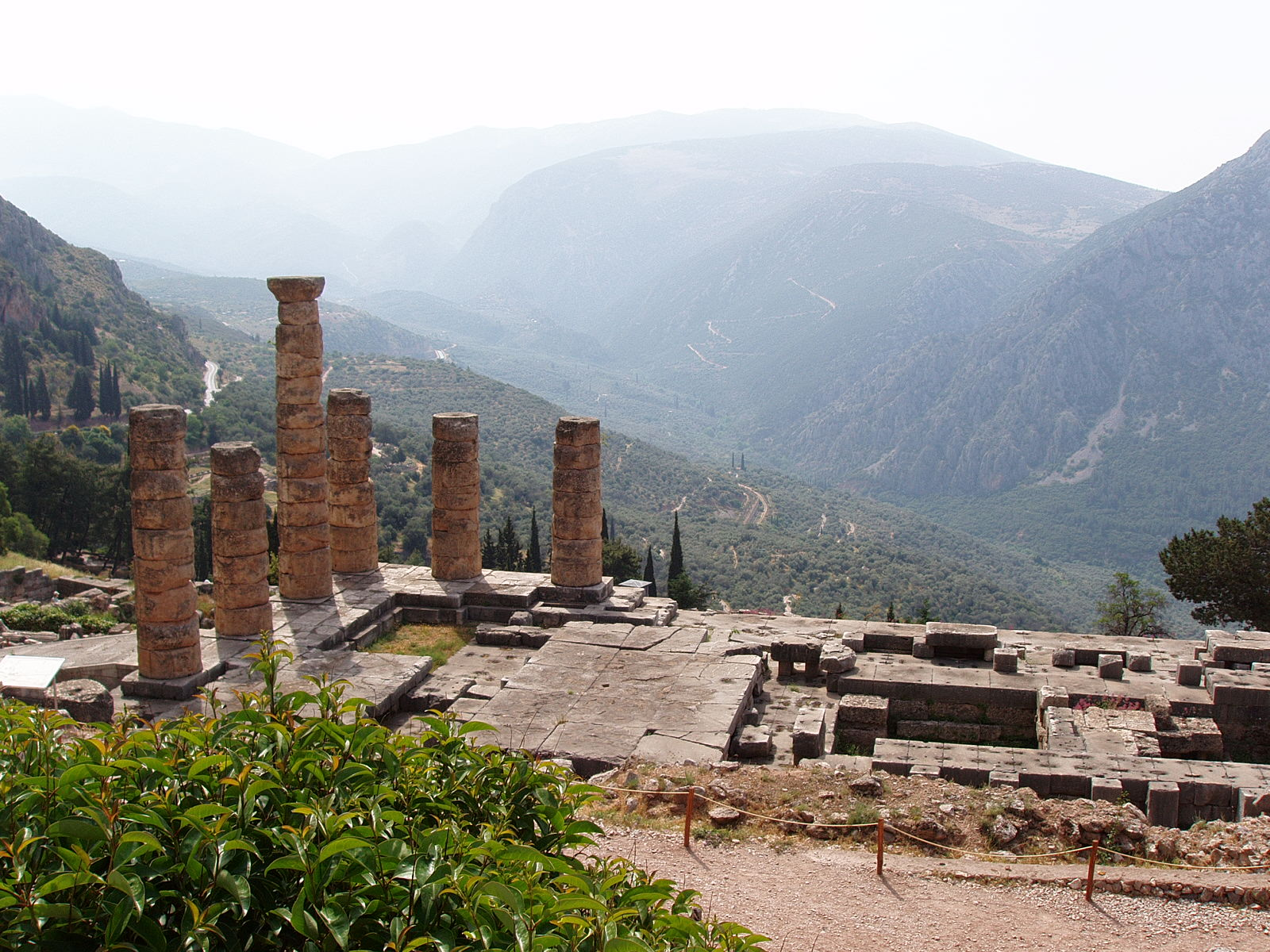
Resti del Tempio di Apollo a Delfi

I santuari panellenici  sono quei santuari che, per via della loro consultazione, sono riconosciuti da tutto il mondo greco. Erano luoghi sacri in cui i contrasti tra le poleis si ricomponevano per via del riconoscimento di una comune identità ellenica.
Essi sono: il Tempio di Apollo a Delfi, il Tempio di Zeus a Olimpia, il Tempio di Zeus a Nemea e il Santuario di Poseidone a Isthmia.